# 常进 (天体物理学家)
常进（1966年7月—），男，江苏泰兴人，中国天体物理学家，研究员，博士生导师，现任中国科学技术大学校长，中国科学院国家天文台台长。曾任中国科学院暗物质与空间天文重点实验室主任，中国科学院紫金山天文台台长，中国科学院副院长，暗物质粒子探测卫星首席科学家。

## 生平

### 教育经历
1984年9月进入中国科学技术大学近代物理系学习，1989年本科毕业，获学士学位。1992年获中国科学技术大学近代物理系硕士学位。2002年获中国科学院紫金山天文台空间探测博士学位。

### 工作经历
1994年10月起在中国科学院紫金山天文台工作，历任工程师、副研究员。2002年升为研究员。2002年12月至2011年10月，任紫金山天文台空间天文研究部副主任，2011年10月起任主任。2010年11月至2014年2月任台长助理，2014年2月至2019年2月任副台长，2019年2月起任紫金山天文台台长、国家天文台副台长（兼）。2019年当选中国科学院数理学部院士。2020年9月起担任国家天文台台长。
2023年5月，任中国科学院副院长、党组成员。
2024年10月，任中国科学技术大学校长。